# 東福寺 (横浜市港南区)
東福寺（とうふくじ）は、神奈川県横浜市港南区笹下5丁目にある浄土真宗本願寺派の寺院。山号を杉本山（すぎもとさん）、院号を三月院（さんげついん）と号する。本尊は71センチの阿弥陀仏如来木立像、開基（創立者）は護妙法印。

## 歴史
天禄3年（972年）天台宗の僧・護妙法印が比叡山より行基作の「薬師如来像」を背負い、当地で「妙法寺一乗寺」を創建。
永暦元年（1160年）7月、10世の僧・明道のときに落雷により本堂焼失。再建が叶わぬまま長寛2年（1164年）に明道逝去。村民は小堂を建て本尊薬師如来を安置。
文治5年（1189年）に僧・密厳が、衰退を歎き堂傍に草庵を結ぶ。
密厳の弟子・密弁が親鸞の法弟となり、名を海弁と改め、浄土真宗に改宗し、それより海弁が当寺の開基になった。
杉本山の由来である杉本という地名に居住した北見掃部（きたみかもん）により中興。その居住地を山号とし、寺名は北見掃部の法名「春光院東福寿元居士」より東福寺と改める。
親鸞が東国布教のとき、3ヶ月逗留したため院号を三月院とする。
慶長の頃、第14世海順の代、塔頭憶念寺を建立したが、いつの頃か廃絶にさしかかった為、憶念寺の本尊阿弥陀仏如来を東福寺の本尊とし、古の薬師如来は笠松塚の堂内に移される。
薬師堂が火災になり、再び当寺に復したが1923年（大正12年）9月1日、関東大震災で本堂が倒壊。仮本堂を第25世海旭が再建する。
2008年（平成20年）より、28代住職に杉浦海一が着任。

## 堂宇
関東大震災で本堂が倒壊したので25世海旭により再建され、のち1963年（昭和38年）11月10日に瓦葺屋根の本堂に新築した。
書院、庫裏は1922年（大正11年）の新築であり震災の被害もなく現在に至る。屋根は亜鉛葺。
鐘楼、山門は瓦葺。鐘は1957年（昭和32年）に新鋳。
また、東福寺近辺は明治から大正時代には、横浜の花どころといわれ、花かごをせおって商いする風景がよく見られたという。東福寺の「花塚」は、村の人が花の精に感謝する気持で、作られたものとされる。
ほかに接待所、花塚、親鸞上人像、庚申塔がある。

## 歴代住職
- 開基「海弁」（89歳没）
- 2世「海證」（60歳没）
- 3世「海岸」（80歳没）
- 4世「海善」（43歳没）
- 5世「海祐」（51歳没）
- 6世「海遠」（63歳没）
- 7世「海碩」（63歳没）
- 8世「海秀」（43歳没）
- 9世「海弘」（41歳没）
- 10世「海満」（63歳没）
- 11世「海蓮」（57歳没）
- 12世「海運」（50歳没）
- 13世「海南」（50歳没）
- 14世「海順」（75歳没）
- 15世「海存」（77歳没）
- 16世「海天」（31歳没）
- 17世「海音」（28歳没）
- 18世「海盤」（78歳没）
- 19世「海専」（73歳没）
- 20世「海印」（70歳没）
- 21世「海忍」（37歳没）
- 22世「海隆」（66歳没）
- 23世「海然」（74歳没）
- 24世「海潮」（34歳没）
- 25世「海旭」（72歳没）
- 26世「海春」[6]
- 27世「?」
- 28世「海一」

## 文化財・宝物
- 薬師如来坐像（35センチ）

- 聖徳太子孝養像（厨子入・66センチ）:この聖徳太子16歳の像は、親鸞が当寺逗留の際に霊夢によって仏舎利を感得し、また土中からこの像を掘り出した。北見掃部は応永10年（1403年）、一族と力を合わせて近隣の「経塚山」に太子堂を建立。天文2年（1533年）に、笹下城の領主・間宮豊前守信元も聖徳太子を信仰し、村の鎮守とした。北見掃部は、この太子堂を東福寺に寄附したが、倒壊の後は太子像は本堂に安置するようになった。

- 浄土教曼荼羅図

- 絹本著色光明本尊図:1993年（平成5年）11月1日、横浜市指定有形文化財[7]。

- 阿弥陀如来像

- 山水図[8]

## ギャラリー

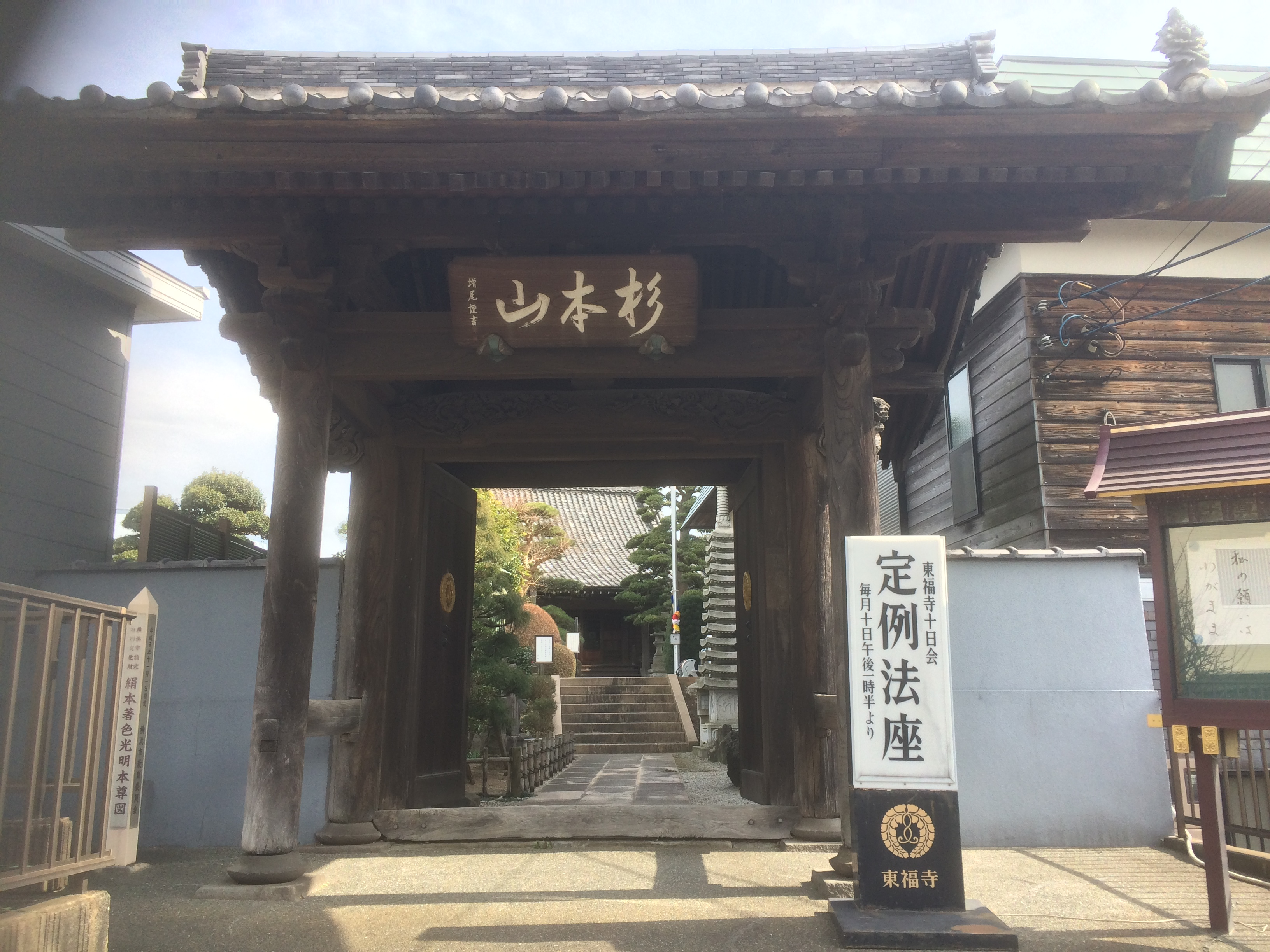
山門。扁額と法話会の看板が見える。
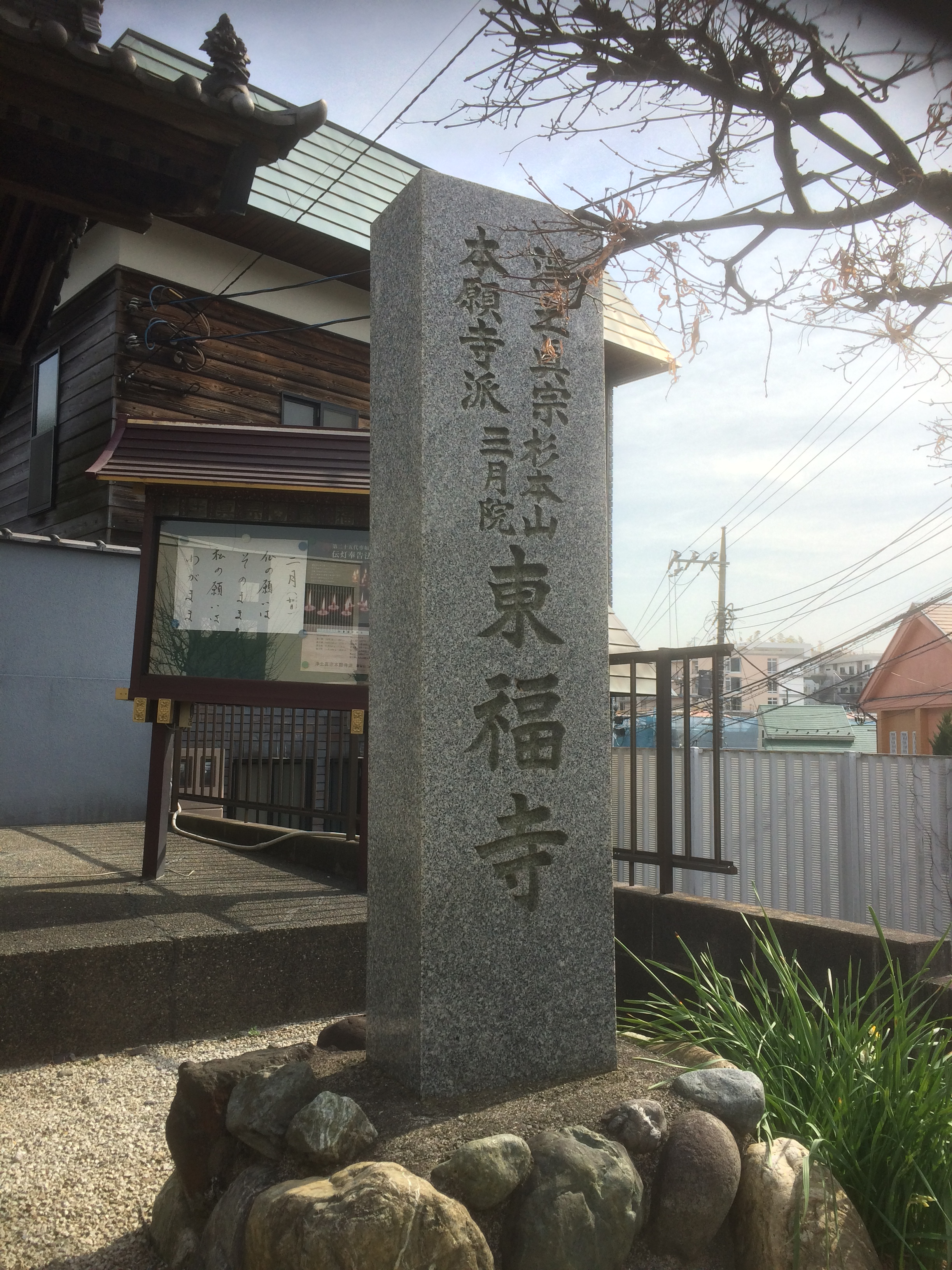
山門脇の石柱
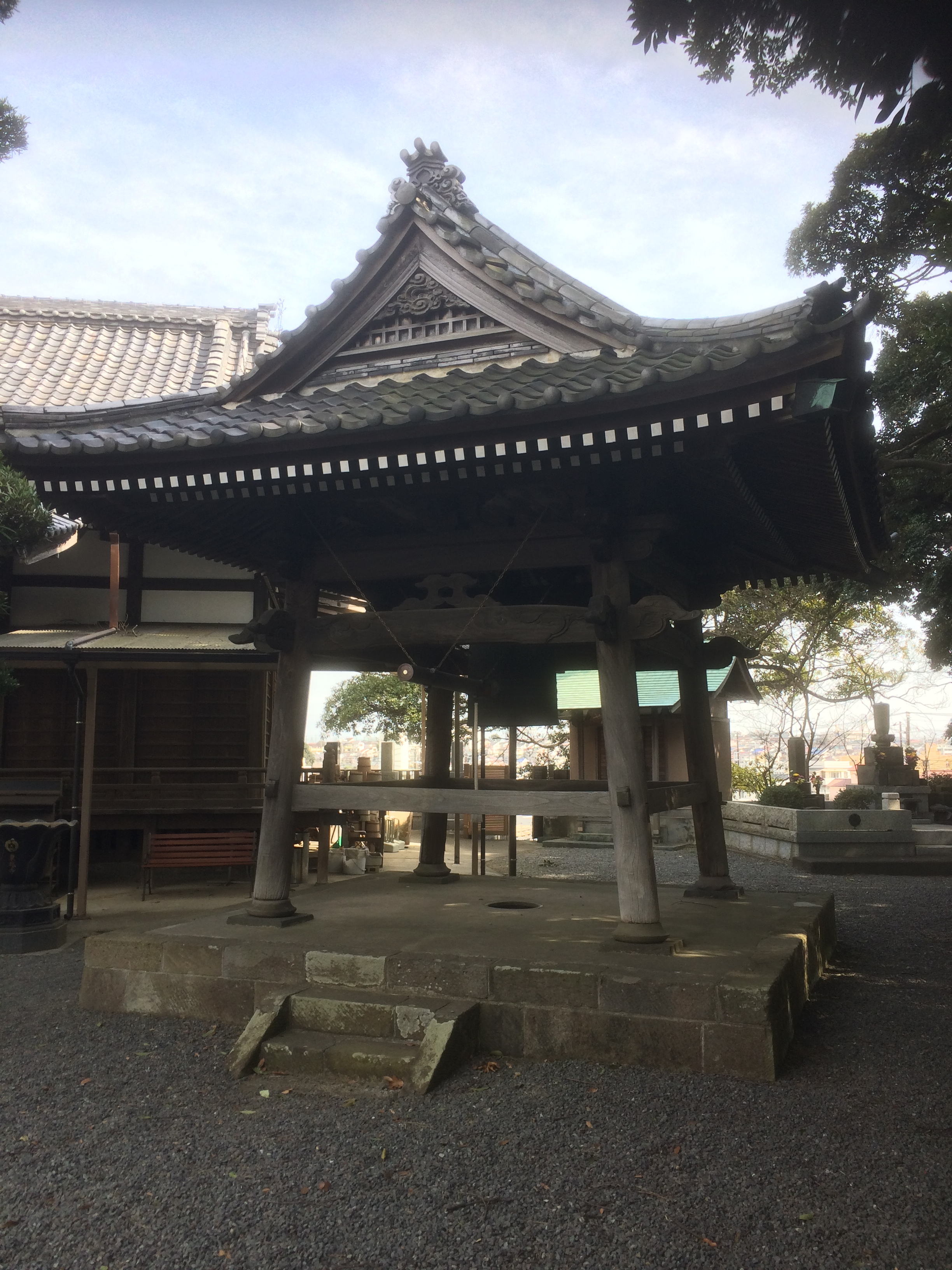
鐘楼。毎年大晦日の晩には近隣の住民により除夜の鐘がつかれる。
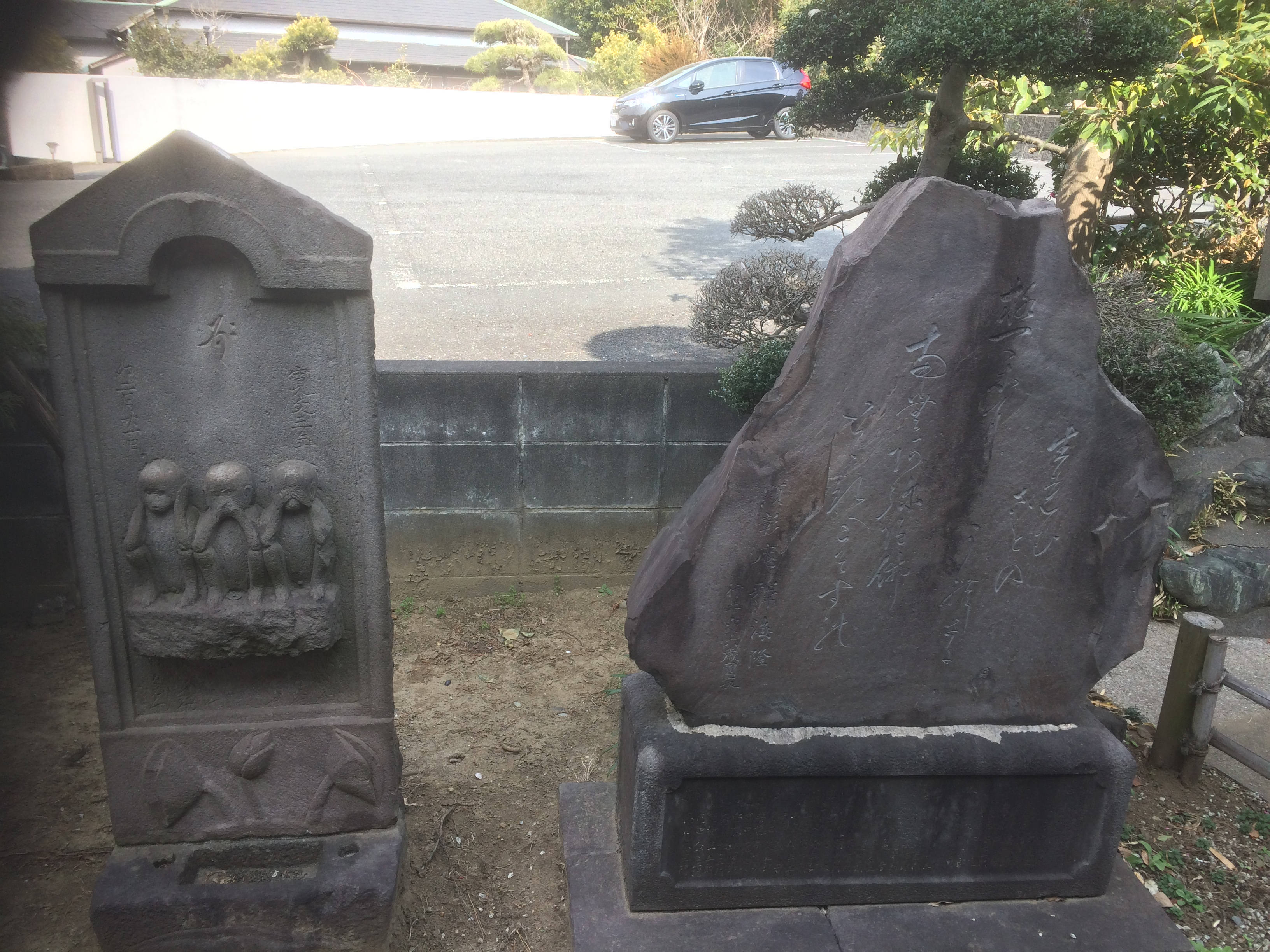
庚申塔
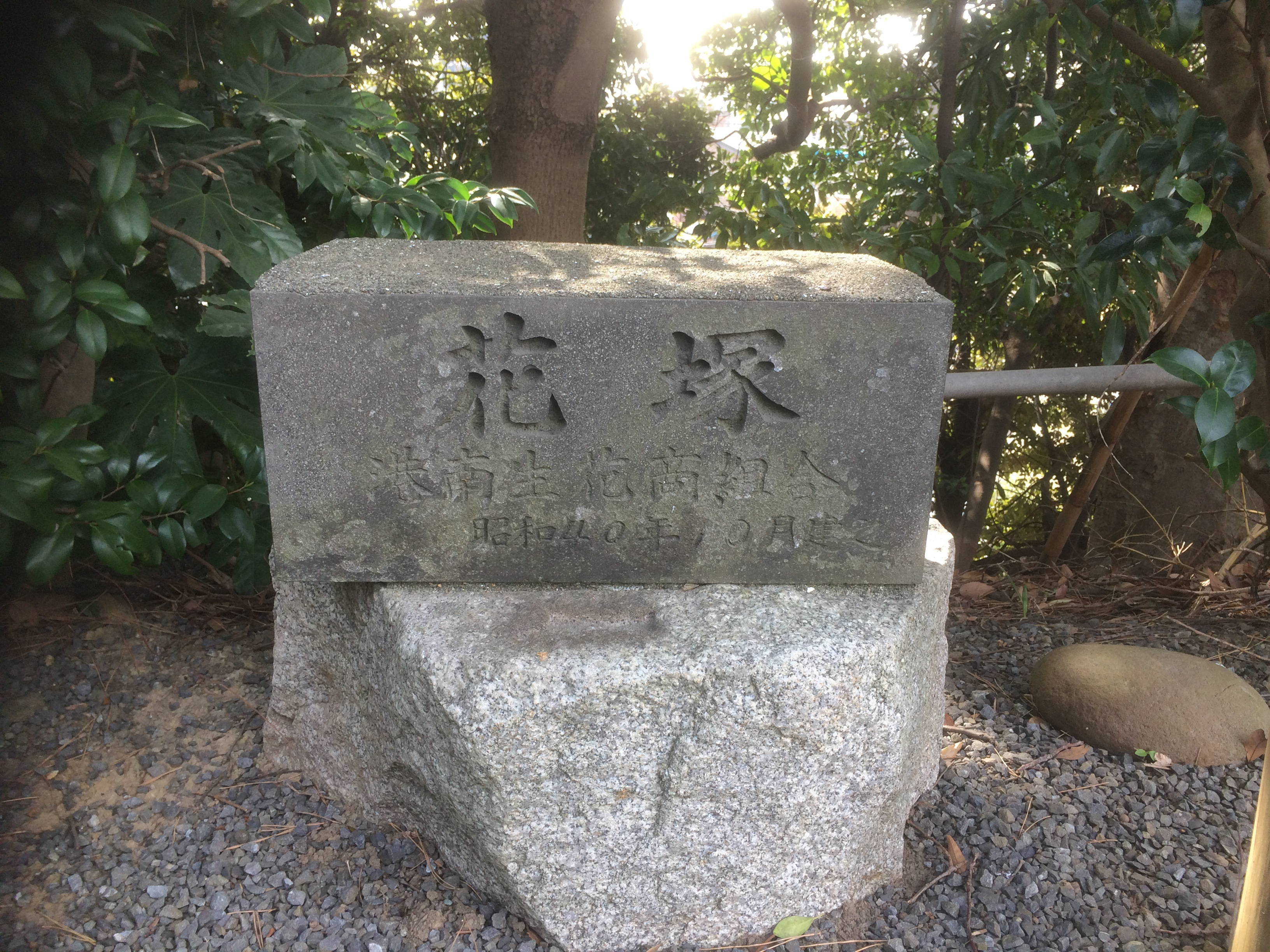
花塚
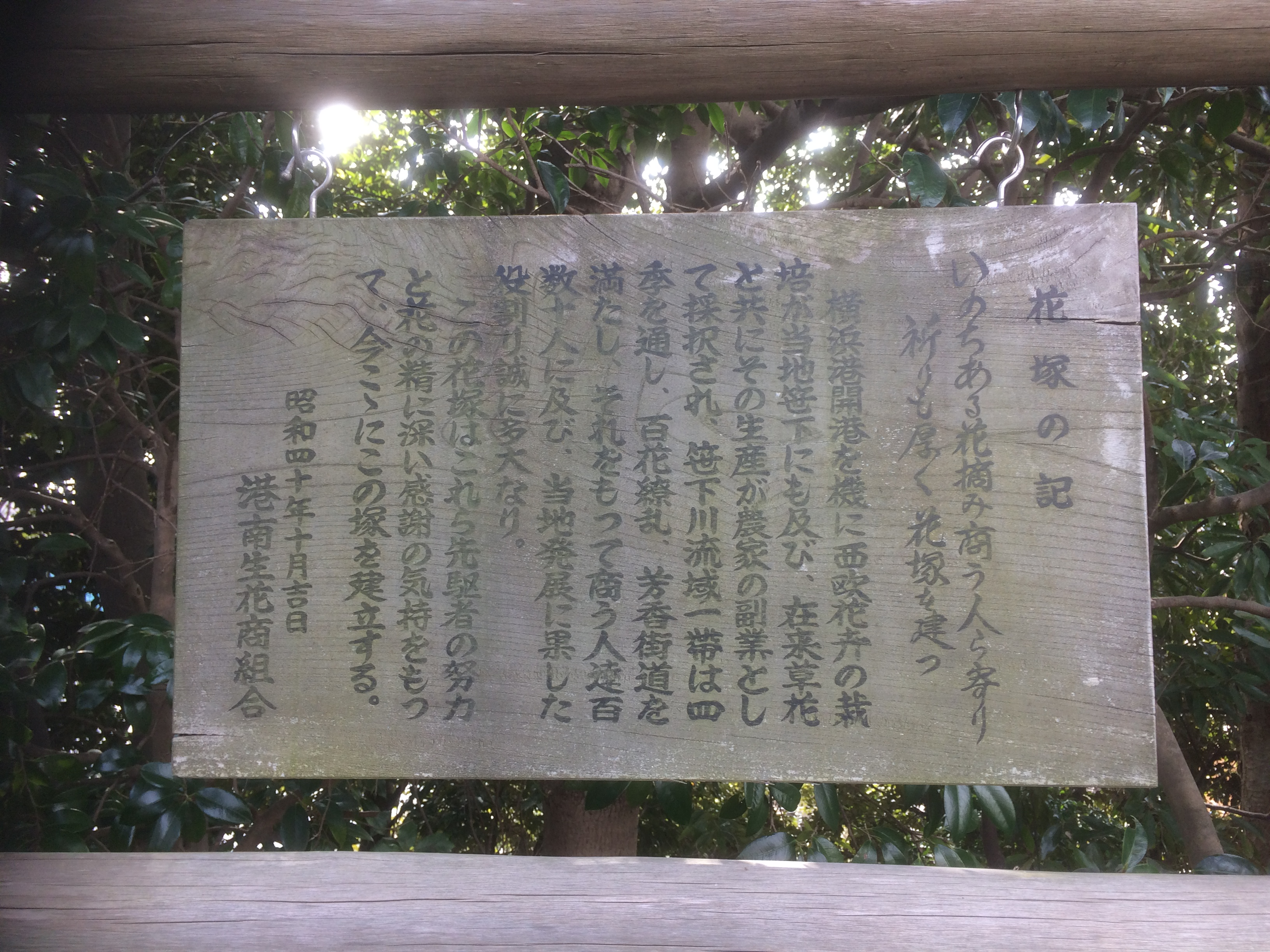
花塚の記
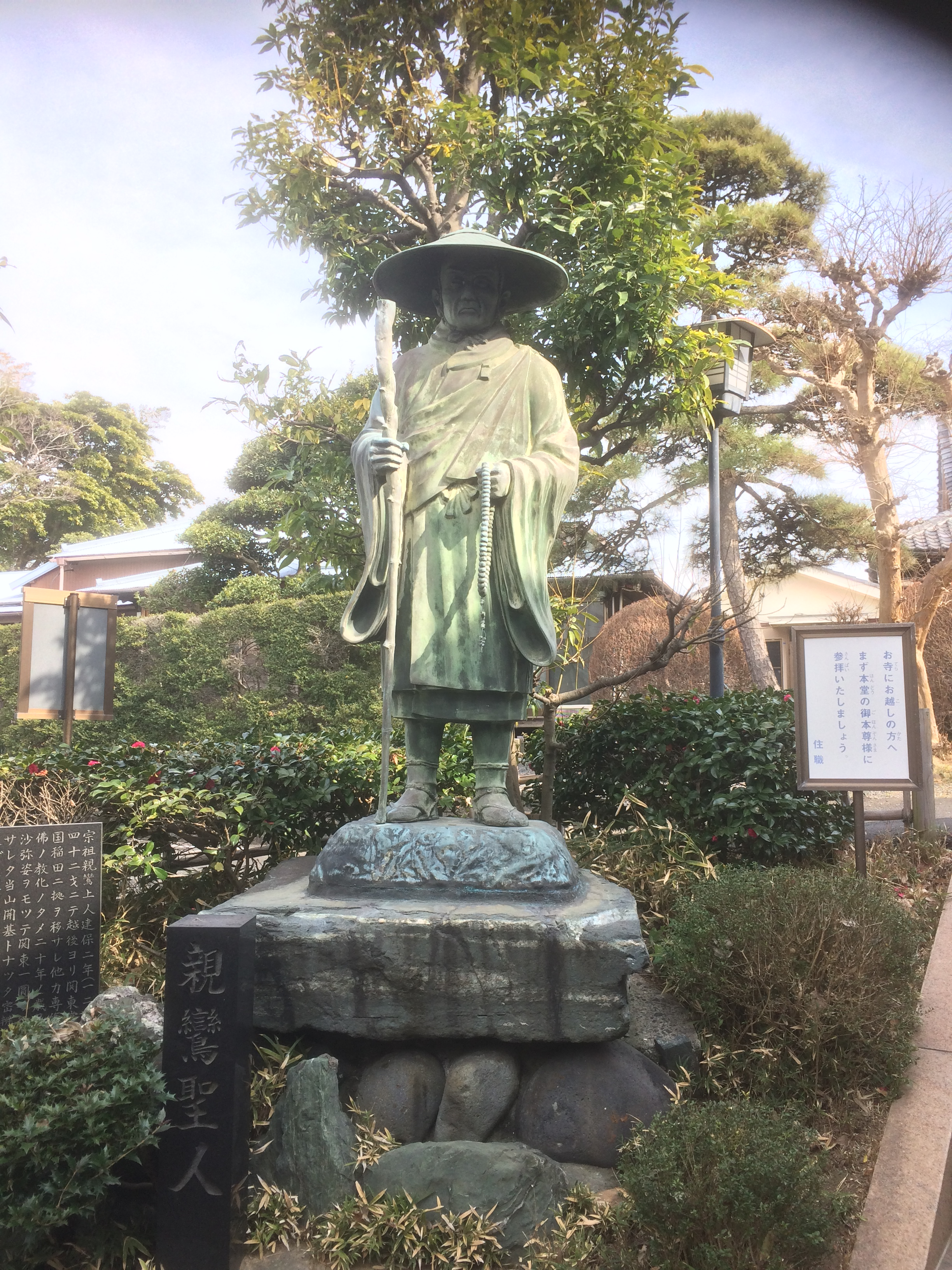
親鸞聖人像

## 所在地
- 神奈川県横浜市港南区笹下5-13-20

## アクセス
- JR京浜東北線「洋光台駅」下車、徒歩30分
- 京浜急行線「上大岡駅」下車、徒歩30分